# Auguste av Baden-Baden
Auguste av Baden-Baden (Auguste Maria Johanna) född 10 november 1704, död 8 augusti 1726 i Paris, var fransk prinsessa (hertiginna av Orléans).  Gift 13 juli 1724 med den franske prinsen hertig Ludvig av Orléans (1703-1752). Hon var dotter till markgreve Ludvig Wilhelm av Baden-Baden och Sibylla av Sachsen-Lauenburg.
Hennes äktenskap arrangerades av modern som ett led i att skapa mer vänskapliga relationer med Frankrike, som hade härjat Baden några år före hennes födelse, medan hon av franska hovet accepterades som brud i egenskap av katolsk prinsessa. I Frankrike kallades hon Jeanne de Bade, beskrevs som charmfull och blev populär vid hovet. Hennes relation till Ludvig sades ha varit lycklig; de ska ha blivit förälskade i varandra vid sitt första möte och passat väl för varandra. 
Hon och hennes svärmor var fram till kungens giftermål 1725 de två främsta kvinnorna vid hovet. I augusti 1726 tvingades hon av sin svärmor resa från Versailles till Paris under svåra födelsesmärtor på grund av att svärmodern ville att förlossningen skulle ske på Palais-Royal, Huset Orléans' officiella residens i Paris, och hon avled därpå strax efter förlossningen. Hennes död orsakade sorg vid hovet; även maken ska ha sörjt uppriktigt och vägrade att gifta om sig.